# 短毛野青茅
短毛野青茅（学名：Deyeuxia arundinacea var. brachytricha）为禾本科野青茅属下的一个变种。

## 扩展阅读
- 維基物種上的相關：短毛野青茅